# Molières 2025
La 36e cérémonie des Molières a lieu le 28 avril 2025 aux Folies Bergère. Elle est présentée par Caroline Vigneaux et retransmise sur France 2.
Les nominés sont annoncés le 26 mars 2025 avec en tête Le Soulier de satin avec 7 nominations.
Le Soulier de satin et Du charbon dans les veines reçoivent chacun 5 récompenses.
Dans leurs discours les artistes protestent contre l’annulation de 94 millions d’euros concernant le ministère de la Culture dont 47 millions sont pris sur les crédits alloués au spectacle vivant et aux arts visuels. 

## Palmarès

### Molière du comédien dans un spectacle de théâtre public
- Denis Lavant dans Fin de partie de Samuel Beckett, mise en scène Jacques Osinski
  - Xavier Gallais dans Dom Juan d’après Molière, mise en scène Macha Makeïeff
  - Vincent Garanger dans Article 353 du code pénal de Tanguy Viel, mise en scène Emmanuel Noblet
  - Philippe Torreton dans Le Funambule de Jean Genet, mise en scène Philippe Torreton

### Molière du comédien dans un spectacle de théâtre privé
- Guillaume Bouchède dans Les Marchands d’étoiles de Anthony Michineau, mise en scène Julien Alluguette
  - Clovis Cornillac dans Dans les yeux de Monet de Cyril Gely, mise en scène Tristan Petitgirard
  - Amaury de Crayencour dans Ring (Variations du couple) de Léonore Confino, mise en scène Côme de Bellescize
  - Vincent Heden dans Belles de scène de Agnès Boury, Vincent Heden et Stéphane Cottin, mise en scène Stéphane Cottin
  - Guillaume de Tonquédec dans Mon Jour de chance de Patrick Haudecoeur et Gérald Sibleyras, mise en scène José Paul

### Molière de la comédienne dans un spectacle de théâtre public
- Marina Hands dans Le Soulier de satin de Paul Claudel, mise en scène Éric Ruf
  - Dominique Blanc dans Contre de Constance Meyer, Agathe Peyrard et Sébastien Pouderoux, mise en scène Constance Meyer et Sébastien Pouderoux
  - Isabelle Huppert dans Bérénice de Racine, mise en scène Romeo Castellucci
  - Dominique Reymond dans L’Amante anglaise d’après Marguerite Duras, mise en scène Émilie Charriot
  - Georgia Scalliet dans Les Fausses Confidences de Marivaux, mise en scène Alain Françon

### Molière de la comédienne dans un spectacle de théâtre privé
- Delphine Depardieu dans Les Liaisons dangereuses d’après Pierre Choderlos de Laclos, mise en scène Arnaud Denis
  - Laure Calamy dans Peau d'homme d’après Zanzim et Hubert, mise en scène Léna Bréban
  - Isabelle Carré dans La Serva Amorosa de Carlo Goldoni, mise en scène Catherine Hiegel
  - Estelle Meyer dans L’extraordinaire destinée de Sarah Bernhardt de Géraldine Martineau, mise en scène Géraldine Martineau

### Molière du comédien dans un second rôle
- Laurent Stocker dans Le Soulier de satin de Paul Claudel, mise en scène Éric Ruf
  - Nicolas Martinez dans Les Marchands d’étoiles de Anthony Michineau, mise en scène Julien Alluguette
  - Régis Vallée dans Peau d'homme d’après Zanzim et Hubert, mise en scène Léna Bréban
  - Vincent Winterhalter dans Dom Juan d’après Molière, mise en scène Macha Makeïeff

### Molière de la comédienne dans un second rôle
- Raphaëlle Cambray dans Du charbon dans les veines de Jean-Philippe Daguerre, mise en scène Jean-Philippe Daguerre
  - Rosa-Victoire Boutterin dans Grand-Peur et misère du IIIe Reich de Bertolt Brecht, mise en scène Julie Duclos
  - Yasmina Remil dans Les Fausses Confidences de Marivaux, mise en scène Alain Françon
  - Salomé Villiers dans Les Liaisons dangereuses d’après Pierre Choderlos de Laclos, mise en scène Arnaud Denis

### Molière de la révélation masculine
- Vassili Schneider dans La prochaine fois que tu mordras la poussière d’après Panayotis Pascot, mise en scène Paul Pascot
  - Axel Auriant dans Numéro deux d’après David Foenkinos, mise en scène Sophie Accard
  - Pascal Cesari dans L’Avare de Molière, mise en scène Clément Poirée
  - Romain Gy dans Les Forces vives de Camille Dagen et Emma Depoid, d’après Simone de Beauvoir, mise en scène Camille Dagen

### Molière de la révélation féminine
- Juliette Béhar dans Du charbon dans les veines de Jean-Philippe Daguerre, mise en scène Jean-Philippe Daguerre
  - Suzanne de Baecque dans Tenir debout de Suzanne de Baecque, mise en scène Suzanne de Baecque
  - Juliette Damy dans The Loop de Robin Goupil, mise en scène Robin Goupil
  - Edith Proust dans Le Soulier de satin de Paul Claudel, mise en scène Éric Ruf

### Molière du théâtre public
- Le Soulier de satin de Paul Claudel, mise en scène Éric Ruf, Comédie-Française
  - Ici sont les Dragons du Théâtre du Soleil, Théâtre du Soleil
  - Lacrima de Caroline Guiela Nguyen, mise en scène Caroline Guiela Nguyen, Théâtre national de Strasbourg
  - Le Suicidé d’après Nicolaï Erdman, mise en scène Stéphane Varupenne, Comédie-Française

### Molière du théâtre privé
- Du charbon dans les veines de Jean-Philippe Daguerre, mise en scène Jean-Philippe Daguerre, Théâtre Saint Georges
  - Les Liaisons dangereuses d’après Pierre Choderlos de Laclos, mise en scène Arnaud Denis, Comédie des Champs-Elysées
  - Les Marchands d’étoiles de Anthony Michineau, mise en scène Julien Alluguette, Le Splendid
  - Peau d'homme d’après Zanzim et Hubert, mise en scène Léna Bréban, Théâtre Montparnasse

### Molière de l'auteur francophone vivant
- Jean-Philippe Daguerre pour Du charbon dans les veines
  - Simon Abkarian pour Hélène après la chute
  - Léonore Confino pour Ring (Variations du couple)
  - Mohamed El Khatib pour La Vie secrète des vieux
  - Caroline Guiela Nguyen pour Lacrima
  - Anthony Michineau pour Les Marchands d’étoiles

### Molière du metteur en scène d'un spectacle de théâtre public
- Éric Ruf pour Le Soulier de satin de Paul Claudel
  - Alain Françon pour Les Fausses Confidences de Marivaux
  - Caroline Guiela Nguyen pour Lacrima de Caroline Guiela Nguyen
  - Marina Hands pour Six Personnages en quête d'auteur d’après Luigi Pirandello

### Molière du metteur en scène d'un spectacle de théâtre privé
- Jean-Philippe Daguerre pour Du charbon dans les veines
  - Léna Bréban pour Peau d'homme d’après Zanzim et Hubert
  - Arnaud Denis pour Les Liaisons dangereuses d’après Pierre Choderlos de Laclos
  - Géraldine Martineau pour L’extraordinaire destinée de Sarah Bernhardt de Géraldine Martineau

### Molière de la comédie
- The Loop de Robin Goupil, mise en scène Robin Goupil, Théâtre des Béliers parisiens
  - Je m’appelle Georges… et vous ? de Gilles Dyrek, mise en scène Eric Bu, Théâtre Actuel La Bruyère
  - Mon Jour de chance de Patrick Haudecoeur et Gérald Sibleyras, mise en scène José Paul, Théâtre Fontaine
  - La Valse des pingouins de Patrick Haudecoeur, mise en scène Patrick Haudecoeur, Théâtre des Nouveautés

### Molière du spectacle musical
- Les Misérables d'Alain Boublil et Claude-Michel Schönberg, d’après Victor Hugo, mise en scène Ladislas Chollat, Théâtre du Châtelet
  - Orgueil et préjugés… ou presque de Isabel McArthur d’après Jane Austen, mise en scène Johanna Boyé, Théâtre Saint-Georges
  - Punk.e.s de Justine Heynemann et Rachel Arditi, mise en scène Justine Heynemann, La Scala (Paris)
  - La Vie en vrai (avec Anne Sylvestre) de Marie Fortuit, mise en scène Marie Fortuit, Les Louves à Minuit

### Molière de l'humour
- Paul Mirabel dans Par amour de Paul Mirabel, mise en scène Paul Mirabel
  - Bérengère Krief dans Sexe de Bérengère Krief, mise en scène Paméla Ravassard
  - Nora Hamzawi dans Nora Hamzawi
  - Waly Dia dans Une heure à tuer de Waly Dia et Mickaël Quiroga, mise en scène Mickaël Quiroga

### Molière seul(e) en scène
- Pauline & Carton avec Christine Murillo de Charles Tordjman, Christine Murillo et Virginie Berling, mise en scène Charles Tordjman, La Scala Paris et Artistic Athévains
  - Guten Tag Mme Merkel avec Anna Fournier et Candice Bouchet (en alternance) de Anna Fournier, mise en scène Anna Fournier, La Pépinière Théâtre
  - La loi du marcheur avec Nicolas Bouchaud de Nicolas Bouchaud, mise en scène Eric Didry, Otto Productions
  - Niquer la fatalité, chemin(s) en forme de femme avec Estelle Meyer de Estelle Meyer, mise en scène Margaux Eskenazi, Phénomènes

### Molière du jeune public
- Ulysse, l’Odyssée musicale de Ely Grimaldi et Igor de Chaillé, mise en scène Guillaume Bouchède, Théâtre des Variétés
  - Cartoon – ou n’essayez pas ça chez vous ! de La compagnie de Louise, mise en scène Odile Grosset-Grange, La compagnie de Louise
  - Gretel, Hansel et les autres de Igor Mendjisky d’après les Frères Grimm, mise en scène Igor Mendjisky, Théâtre national de la Colline
  - Sans famille de Léna Bréban d’après Hector Malot, mise en scène Léna Bréban, Comédie-Française

### Molière de la création visuelleet sonore
- Le Soulier de satin de Paul Claudel, mise en scène Éric Ruf, costumes Christian Lacroix, lumière Bertrand Couderc, Comédie-Française
  - ADN de Caroline Ami et Flavie Péan, mise en scène Sébastien Azzopardi, décors Nicolas Sire ; costumes Jackie Tadeoni ; lumière Philippe Lacombe, Théâtre Michel
  - La Haine de Farid Benlagha Le Hazif et Mathieu Kassovitz, mise en scène Serge Denoncourt, Mathieu Kassovitz, décors Gabriel Coutu-Dumont, Janicke Morissette ; costumes Nicolas Vaudelet ; lumière Martin Labrecque, La Seine Musicale
  - Les Sœurs Hilton de Valérie Lesort, mise en scène Christian Hecq et Valérie Lesort, décors et costumes Vanessa Sannino ; lumière Pascal Laajili, Compagnie Point-Fixe

### Molière d'honneur
- Thomas Jolly